# 西インド

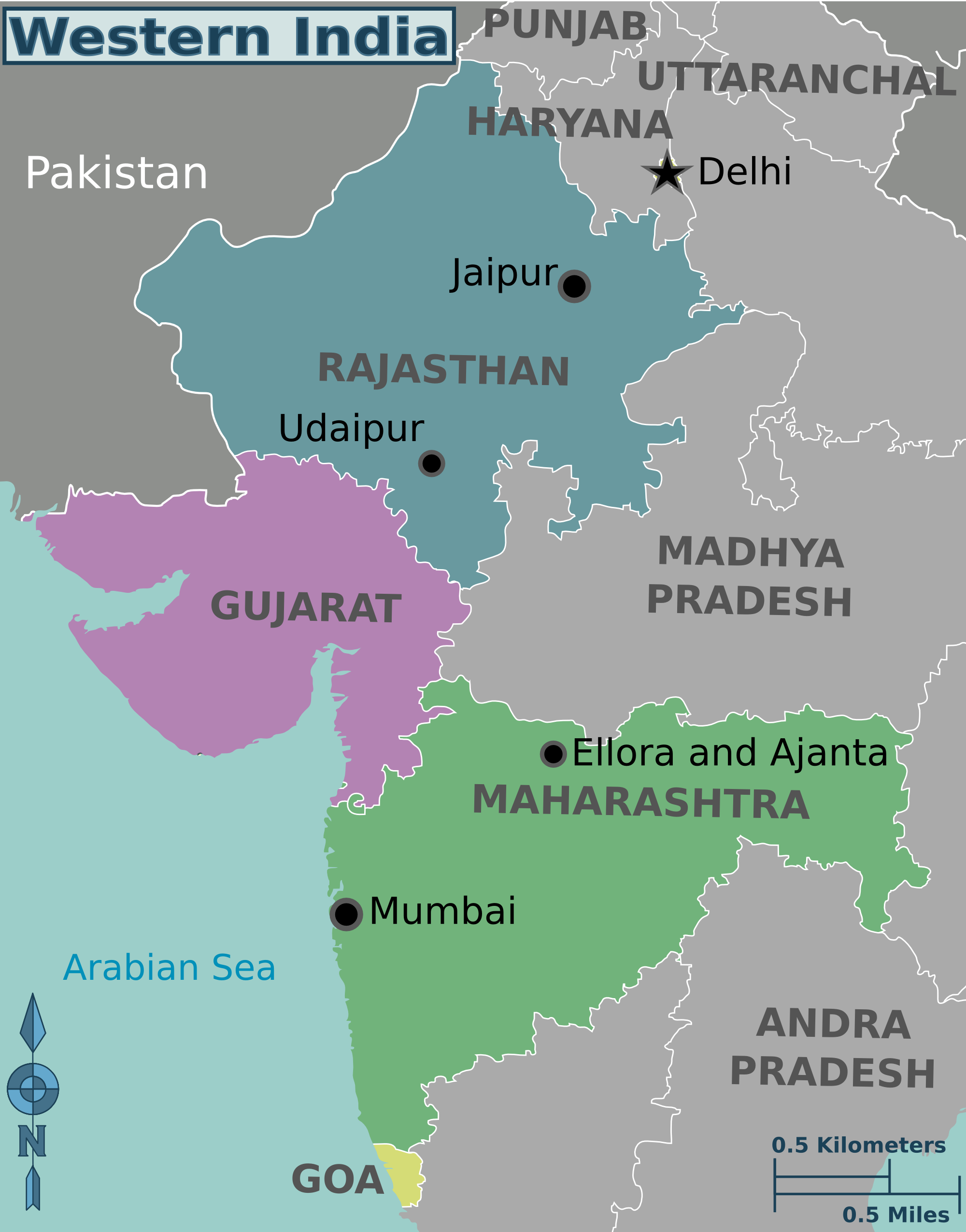
西インドの地域図

インド政府内務省が定める六地域の内の西インド（左の薄紫の地域）。

西インド (にしインド、英語: Western India）は、インド政府内務省が定めているインドの北・南・東・中央・西・北東インドの六地域の一つで、同国の西にある地域を指す。

## 概要
西インドは、インド内務省西地域会議（Wesstern Zonal Council）がカバーする地域として、ゴア州、グジャラート州、マハーラーシュトラ州、連邦直轄領のダードラー・ナガル・ハヴェーリーおよびダマン・ディーウ連邦直轄領が属するしていて、これは同地域の発展、融和、協力を目指している。
ただし、西インドはもともと歴史的・文化的に見てゆるやかな言葉で、文化省ではラージャスターン州を含んでいて、またインド地理調査（Geological Survey of India）ではラージャスターン州は入れているがマハーラーシュトラ州は除いている。少数民族省（Ministry of Minority Affairs）はカルナータカ州は含んでいるがラージャスターン州を除いている。

## 参照項目
インド内務省が定めるインドの六地域：
- 北インド
- 中央インド
- 西インド (このページ)
- 南インド
- 東インド
- 北東インド